# ひっとでた!
『ひっとでた!』は、2010年5月1日から2013年3月30日まで熊本放送（RKKテレビ）で毎週土曜 25時48分 - 26時13分に放送されていたローカルバラエティ番組である。番組名は、「飛び出した」という意味の熊本弁から来ており、「ヒットがでた」という意味も込めている。

## 概説
- 2006年から同局で4年間放送されていたミニ番組『真夜中いちばん』が拡大リニューアルした番組である。
- 『真夜中いちばん』を本番組のメインコーナー（前半・後半の2部構成）とし、途中最新の映画情報や音楽情報、イベント情報のコーナーを交えながら放送。
- 放送枠も22分拡大し、賞味3分のミニ番組から25分番組に昇格した。
- 放送時間帯も以前は『ランク王国』や『バナナ炎』を放送していた土曜深夜25時48分 - 26時13分へ移動した。
- 内容は、同局製作の『RKKワイド夕方いちばん』や『週刊山崎くん』でリポーターを務めているかめきちと山内要がディレクター陣とともにたわいもない企画に挑むというもの。
- パブリシティ色が強い企画もあるが、あえて「大人の事情です」と公にし、単なる紹介ではなく笑いを入れた新しいパブリシティの形を採っている。また2011年10月2日には、その大人の事情（九州各地に店舗を構える回転寿司チェーンのおどり寿しのパブ）が番組初の特番となった。同特番は深夜ではなく、昼の15時30分から放送された。
- フリートークの収録は、RKK本社内にあるラジオ番組のスタジオで行われていた。
- 九州新幹線全線開通に合わせ、熊本を訪れた観光客をおもてなししようという趣旨で結成された熟女ユニット「AKJ1000」（味な熊本の熟女1000人）を番組でバックアップしていた。
- メインコーナー「真夜中いちばん」のタイトル題字は、熊本県出身の書道家・武田双雲が手がけている。表記は「KあんどK feat.武田双雲」となっている。
- 2012年12月、公式Facebookページを開設。
- 番組は2013年3月30日放送分をもって終了し、3年間の歴史に幕を閉じた。ミニ番組時代も含めた場合、7年間放送されていたことになる。なお、番組の終了後も公式Facebookページは存続される。

## 出演者
- かめきち
- 山内要
- ディレクター2名 - 声のみの出演で、それぞれ「総理」「大佐」というあだ名が付けられていた。稀に手伝いで参加する女性ディレクター「ホープ」や、若手カメラマン「ミミガー」などのスタッフも登場した。

## これまでに放送された企画
- 殿下石はパワースポット??
- 2時間しばりの旅
- 大人の専門店巡り
- 真夜中的しりとり対決
- 人生ゲームで人生を学ぼう
- 清正の腰掛石はパワースポット?
- 要プレゼンツ「慶徳散歩」
- 南阿蘇ぶらり旅

企画は数週かけて完結していた。番組開始当初は、「熊本の美味しい湧き水で作るチキンラーメンは絶対に美味しい」などミニ番組時代に放送されていた企画を再放送していた。

## 大人の事情企画
パブリシティの企画も多数あり、特定の店・施設・企業を「大人の事情」という言葉で括って紹介していた。以下に挙げるのは実施した大人の事情企画である。
- モスバーガー
- JR九州
- 山本釣具センター
- スペースワールド
- 山崎製パン
- 東洋水産
- ホテル日航熊本
- 明治
- グリーンランド
- おどり寿し（特番）